# 咸陽警察署
咸陽警察署（ハミャンけいさつしょ）は、慶南地方警察庁所管の警察署である。

## 管轄区域
- 咸陽郡

## 沿革
- 1945年10月21日 - 国立警察発足

## 組織
- 警務課
- 生活安全交通課
- 捜査課
- 情報保安課

## 管轄派出所
- 邑内派出所
- 安義派出所
- 西上派出所
- 水東派出所
- 柳林派出所
- 馬川派出所
- 栢田派出所